# Tex et le Seigneur des abysses
Pour plus de détails, voir Fiche technique et Distribution.
Tex et le Seigneur des abysses (Tex e il signore degli abissi) est un film italien réalisé par Duccio Tessari et sorti en 1985. C'est un western spaghetti adapté du fumetti Tex de Giovanni Luigi Bonelli.

## Fiche technique
Sauf indication contraire, les informations mentionnées dans cette section peuvent être confirmées par la base de données cinématographiques IMDb,  présente dans la section « Liens externes ».
- Titre italien : Tex e il signore degli abissi[1]
- Titre français : Tex et le Seigneur des abysses[2]
- Réalisation : Duccio Tessari
- Scénario : Giorgio Bonelli, Gianfranco Clerici, Marcello Coscia, Duccio Tessari d'après la bande dessinée Tex de Giovanni Luigi Bonelli
- Photographie : Pietro Morbidelli
- Montage : Mirella Mencio, Lidia Bordi
- Effets spéciaux : Paolo Ricci
- Musique : Gianni Ferrio
- Décors : Antonello Geleng, Walter Patriarca (it)
- Costumes : Walter Patriarca (it)
- Trucages : Carla Randazzo, Mariano Garcia Rey
- Production : Enzo Porcelli
- Société de production : Rai, Cinecittà
- Pays de production :  Italie
- Langue de tournage : italien
- Format : Couleur - Son mono - 35 mm
- Durée : 109 minutes[1]
- Genre : Western spaghetti
- Dates de sortie :
  - Italie : 6 septembre 1985
  - France : 1er octobre 1986[2]

## Distribution
- Giuliano Gemma : Tex Willer
- William Berger : Kit Carson
- Carlo Mucari : Tiger Jack
- Flavio Bucci : Kanas
- Isabel Russinova : Princesse Tulac
- Peter Berling : El Morisco]
- Aldo Sambrell : El Dorado
- José Luis de Vilallonga : Docteur Warton
- Riccardo Petrazzi : Le Seigneur des abysses (Signore dell'abisso en VO)
- Pietro Torrisi : Quetzal
- Carlos Bravo : Pablito (non crédité)
- Hugo Blanco : Eusebio (non crédité)
- Frank Braña : Jim Bedford (non crédité)
- Ricardo Palacios : Le trafiquant de whisky (non crédité)
- Giovanni Luigi Bonelli : Le narrateur indien (non crédité)